# Ofuda

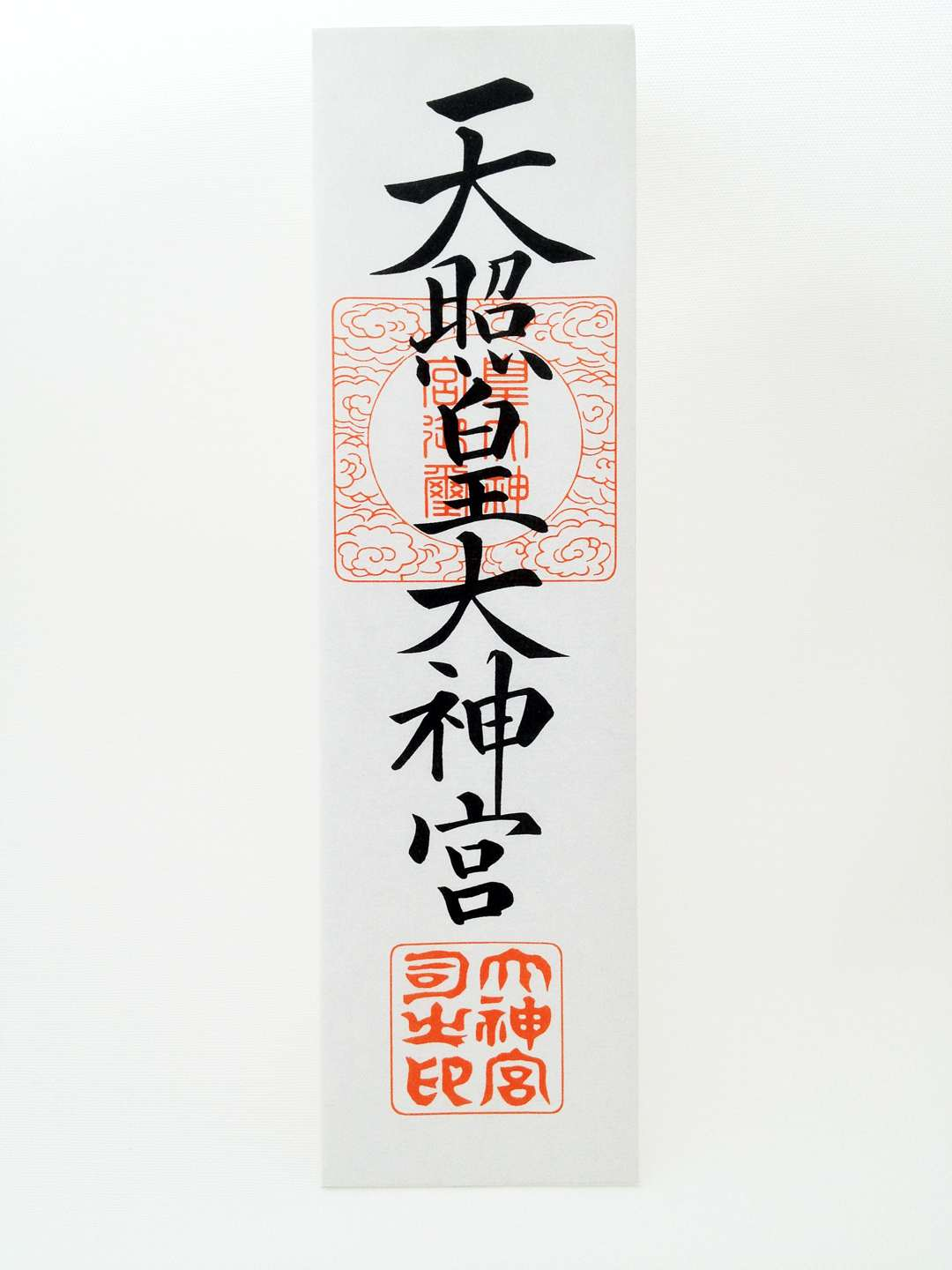
Lofuda chiamato jingū-taima fatto di Ise washi, distribuito dal santuario di Ise

Gli ofuda (お札? o 御札?, "carta venerabile"), talvolta chiamati shinpu (神符?), sono un popolare tipo di gofu (護符?), talismani distribuiti dai templi shintoisti; sono realizzati scrivendo il nome di un kami, di un tempio o di un rappresentante del kami su un pezzo di carta, legno, stoffa o metallo.
Si crede che un ofuda abbia il potere di infondere la protezione del dio, e viene generalmente apposto su una porta, una colonna o sul soffitto per proteggere la casa e i suoi abitanti. Può anche essere apposto in posti specifici, ad esempio in una cucina per prevenire dagli incendi. Inoltre può essere posto all'interno dell'altare privato (kamidana), nelle dimore che ne hanno uno.
Un ofuda molto popolare è quello distribuito dal tempio di Ise. Chiamato jingū-taima (神宮大麻?) o semplicemente taima (大麻?), un tempo era fatto di canapa, ma oggigiorno utilizza Ise washi (carta giapponese prodotta a Ise).
Talvolta l'ofuda viene chiuso in un sacchetto di stoffa decorata, nota come omamori (お守り?); talismani di questo tipo ebbero origine nel buddhismo, ma sono diventati molto comuni anche nello shintoismo. Mentre un ofuda protegge tutta la famiglia, un omamori viene indossato dalla persona che intende ricevere protezione dalla divinità.
Nelle opere contemporanee, soprattutto manga e anime, gli ofuda compaiono come delle pergamene magiche, destinate non tanto alla protezione, quanto alla lotta contro spiriti malvagi (tipicamente yōkai); è generalmente un attributo di miko e maghi, per quanto occasionalmente compaiono nelle mani di monaci buddhisti, e in tal caso ad esservi scritto sopra è il testo di un sutra o di un mantra. Possono essere utilizzati per respingere demoni o per sigillarli in luoghi chiusi, ma l'esatta interpretazione varia a seconda dell'autore.